# Zhuang Xiaoyan
Zhuang Xiaoyan (chiń. 庄晓岩; ur. 4 maja 1969 w Shenyangu) – chińska judoczka. Złota medalistka olimpijska z Barcelony 1992 w kategorii plus 72 kg.
Triumfatorka mistrzostw świata w 1991, a także igrzysk azjatyckich w 1990 roku.

## Letnie Igrzyska Olimpijskie 1992
| Konkurencja | Walki              | Walki                     | Walki               | Walki               | Walki                    | Klas. końcowa |
| Konkurencja | 1/16               | 1/8                       | 1/4                 | 1/2                 | Finał                    | Miejsce       |
| ----------- | ------------------ | ------------------------- | ------------------- | ------------------- | ------------------------ | ------------- |
| waga ciężka | Sharon Lee (GBR) W | Inmaculada Vicent (ESP) W | Éva Gránitz (HUN) W | Yōko Sakaue (JPN) W | Estela Rodríguez (CUB) W | I             |